# Země královny Maud

Antarktida

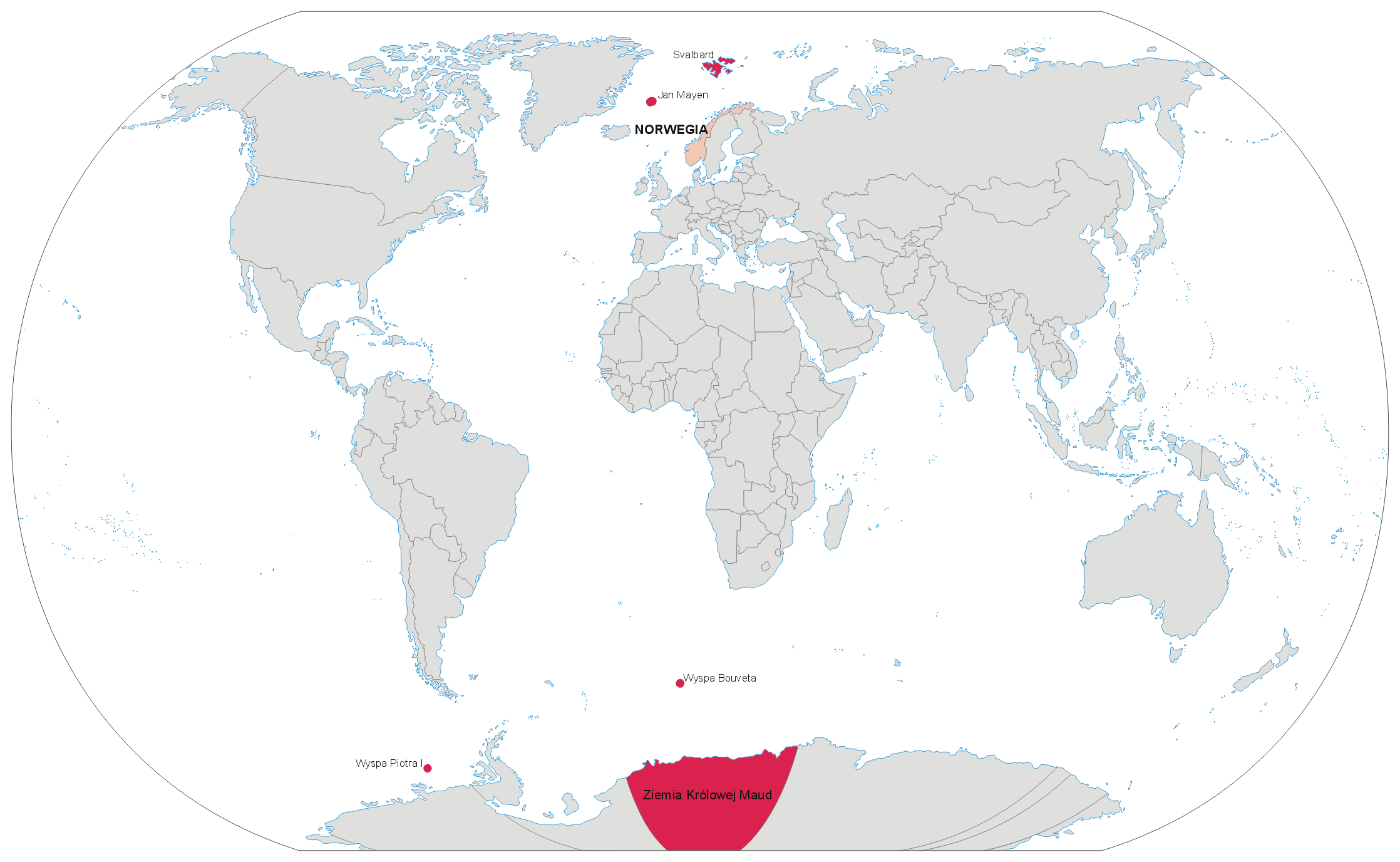
Země královny Maud je největším závislým územím Norska.

Země královny Maud (norsky Dronning Maud Land) je část Antarktidy o rozloze 2,5 milionu km², kterou Norsko prohlásilo 14. ledna 1939 za své závislé území. Toto prohlášení nebylo všeobecně mezinárodně uznáno (jako ostatně žádné prohlášení o zabrání antarktického území) a podléhá Antarktickému smluvnímu systému. Norský nárok byl oficiálně uznán pouze Austrálií, Francií, Novým Zélandem a Velkou Británií.

## Původ jména
Země královny Maud byla pojmenována po Maud Waleské, vnučce britské královny Viktorie a manželce norského krále Haakona VII., která zemřela 20. listopadu 1938.

## Členění
Země královny Maud je rozdělena na pět pobřežních regionů a Plošinu Haakona VII. (Antarktickou plošinu).
| Kronprinsesse Märtha Kyst | 970 000 km² | 20°00' W | 05°00' E | | |
| Prinsesse Astrid Kyst     | 580 000 km² | 05°00' E | 20°00' E | | |
| Prinsesse Ragnhild Kyst   | 540 000 km² | 20°00' E | 34°00' E | | |
| Prins Harald Kyst         | 230 000 km² | 34°00' E | 40°00' E | | |
| Prins Olav Kyst           | 180 000 km² | 40°00' E | 44°38' E | | |
| Haakon VII's Vidde        | Plošina kolem pólu je považována za samostatný region. Její severní hranice se nachází kolem 80° jižní šířky, ale není přesně stanovena. | Plošina kolem pólu je považována za samostatný region. Její severní hranice se nachází kolem 80° jižní šířky, ale není přesně stanovena. | Plošina kolem pólu je považována za samostatný region. Její severní hranice se nachází kolem 80° jižní šířky, ale není přesně stanovena. | Plošina kolem pólu je považována za samostatný region. Její severní hranice se nachází kolem 80° jižní šířky, ale není přesně stanovena. | Plošina kolem pólu je považována za samostatný region. Její severní hranice se nachází kolem 80° jižní šířky, ale není přesně stanovena. |
| celkem                    | 2 500 000 km² | 20°00' W | 44°38' E | | |

## Výzkumné stanice
Nachází se zde výzkumné stanice mnoha států – Norska (Troll a Tor), Jihoafrické republiky (SANAE IV, SANAE E a Sarie Marais), Německa (Kohnen a Neumayer Station), Švédska (Svea Station a Nordenskiöld Base), Indie (Maitri) a dalších.

## Nejvyšší hora

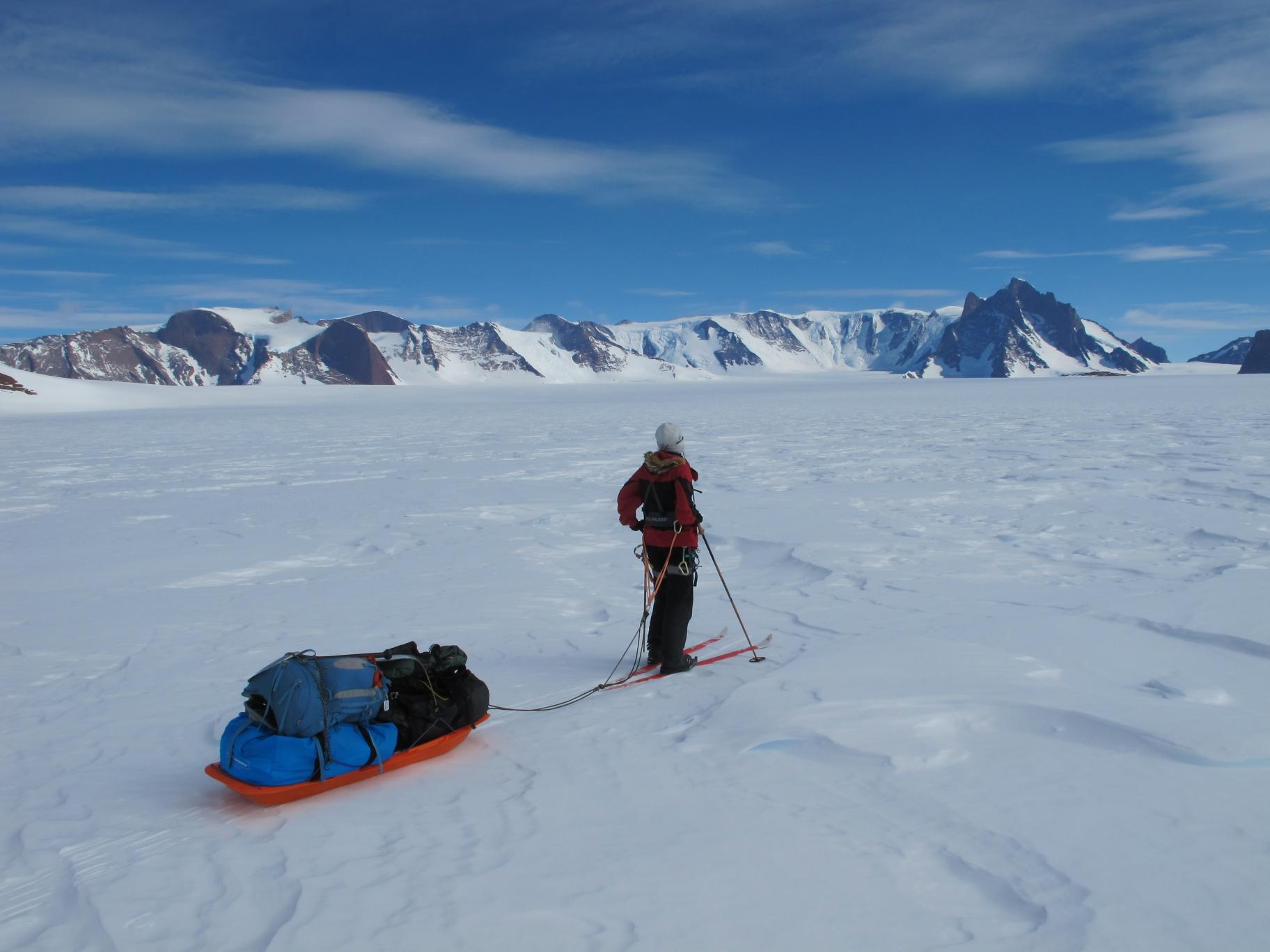
Jøkulkyrkja při pohledu z východu

Nejvyšší horou Země královny Maud je Jøkulkyrkja („ledovcový kostel“), jejíž výška činí 3148 m.